# Digeridoo (EP)
Digeridoo es el primer EP de Richard D. James bajo su posteriormente popular alias "Aphex Twin". Todas las canciones del mismo fueron posteriormente publicadas en el álbum recopilatorio Classics. "Digeridoo" fue previamente editado bajo el apodo AFX como "Digeridoo (Aboriginal Mix)" en el disco Analogue Bubblebath 2.

## Origen
Un didgeridoo es un instrumento australiano, aunque la escritura en inglés del mismo que aparece en la portada del disco es incorrecta. La portada también muestra un Uluru con la silueta de un búmeran con el cielo sobre él.

## Lista de canciones

### Versión en CD
1. "Digeridoo" – 7:11
2. "Analogue Bubblebath 1" – 4:44
3. "Flaphead" – 7:00
4. "Phloam" – 5:33

### Versión en vinilo
A1. "Digeridoo" – 7:11
A2. "Flaphead" – 7:00
B1. "Phloam" – 5:33
B2. "Isoprophlex" – 6:23 (titulado "Isopropanol" en Classics.)